# Leichtathletik-Weltmeisterschaften 2019/Teilnehmer (Ecuador)
| Gelbes Symbol für Goldmedaillen mit stilisierten Olympischen Ringen | Graues Symbol für Silbermedaillen mit stilisierten Olympischen Ringen | Braundes Symbol für Bronzemedaillen mit stilisierten Olympischen Ringen |
| ------------------------------------------------------------------- | --------------------------------------------------------------------- | ----------------------------------------------------------------------- |
| —                                                                   | —                                                                     | 1                                                                       |

Der Leichtathletikverband von Ecuador will an den Leichtathletik-Weltmeisterschaften 2019 in Doha teilnehmen. Elf Athletinnen und Athleten wurden vom ecuadorianischen Verband nominiert.

## Ergebnisse

### Frauen

#### Laufdisziplinen
| Athletin            | Disziplin   | Vorlauf | Vorlauf | Halbfinale | Halbfinale | Finale    | Finale |
| Athletin            | Disziplin   | Zeit    | Platz   | Zeit       | Platz      | Zeit      | Platz  |
| ------------------- | ----------- | ------- | ------- | ---------- | ---------- | --------- | ------ |
| Ángela Tenorio      | 100 m       | 11,40 s | 32      | DNQ        | DNQ        | –         | –      |
| Rosa Chacha         | Marathon    |         |         |            |            | DNF       | DNF    |
| Karla Jaramillo     | 20 km Gehen |         |         |            |            | 1:38:26 h | 18     |
| Glenda Morejón      | 20 km Gehen |         |         |            |            | 1:39:38 h | 25     |
| Magaly Bonilla      | 50 km Gehen |         |         |            |            | 4:37:03 h | 07     |
| Paola Viviana Pérez | 50 km Gehen |         |         |            |            | 4:38:54 h | 09     |

#### Sprung/Wurf
| Athletin       | Disziplin  | Qualifikation | Qualifikation | Finale     | Finale |
| Athletin       | Disziplin  | Weite/Höhe    | Platz         | Weite/Höhe | Platz  |
| -------------- | ---------- | ------------- | ------------- | ---------- | ------ |
| Liuba Zaldívar | Dreisprung | 13,56 m       | 24            | DNQ        | DNQ    |

### Männer

#### Laufdisziplinen
| Athlet                            | Disziplin   | Vorlauf | Vorlauf | Halbfinale | Halbfinale | Finale    | Finale |
| Athlet                            | Disziplin   | Zeit    | Platz   | Zeit       | Platz      | Zeit      | Platz  |
| --------------------------------- | ----------- | ------- | ------- | ---------- | ---------- | --------- | ------ |
| Álex Quiñónez                     | 200 m       | 20,08 s | 2       | 19,95 s    | 2          | 19,98 s   | Bronze |
| José Mauricio Arteaga             | 20 km Gehen |         |         |            |            | DNF       | DNF    |
| Brian Pintado                     | 20 km Gehen |         |         |            |            | 1:33:46 h | 23     |
| Andrés Chocho                     | 20 km Gehen |         |         |            |            | 1:32:49 h | 18     |
| Andrés Chocho                     | 50 km Gehen |         |         |            |            | DNF       | DNF    |
| Claudio Paulino Villanueva Flores | 50 km Gehen |         |         |            |            | DNF       | DNF    |